# Апатит
Апатитът е минерал, който поради многообразието от цветове с които е оцветен в природата, често се бърка с други скъпоценни и полускъпоценни камъни. Обикновено се среща със зелен цвят, но находката може да бъде оцветена в тъмно синьо, кафяво, сиво, пурпурно, червеникаво, бяло, жълто или да бъде съставена от безцветна структура. Наименованието му произлиза от гръцката дума apate, което означава „измама“, именно поради многообразието на оцветяването.

## Структура, свойства и характеристики
Апатитът е минерал с химична формула Ca5(PO4)3(F,Cl,OH). От химическата формула се вижда, че е фосфат на калция, който съдържа и атоми на хлор, флуор, водород и кислород. Принадлежи към групата на фосфатните минерали и скъпоценни и полускъпоценни камъни. Кристалите апатит принадлежат към шестоъгълната система на симетрия. Имат мидест до неравен лом и се характеризират с несъвършена (неясна) цепителност. Среща се и на масивни формации (едри буци) или на малки зрънца, когато не е приел кристална форма.
Притежава твърдост 5 по скалата на Моос; плътност 3,18 g/cm3 има стъклен блясък и жълта флуоресценция, когато е осветен с ултравиолетова светлина. Често кристалите му се приемат за тези на берил, оливин, кварц и турмалин, но той е значително по-мек от тези кристали. Качеството на апатита е по-ниско от това на скъпоценните камъни, поради което се използва като основен източник на фосфор.

## Разпространение
Среща се в метаморфни скали, създадени под въздействие на топлина и налягане или в седиментни скали, образувани от уплътнени пластове тиня. Среща се в магмени скали и в пегматити. Съставна част е на фосфатни скали. Крупни залежи в природата за промишлена обработка са редки. Има големи находища в Русия (най-голямото находище в света в планинския масив Хибини на Колския полуостров, в Задбайкалието до град Слюдянка), Швеция, САЩ. Някои от най-фините апатити са открити в Онтарио и Квебек (Канада), в Дуранго (Мексико) и в Андалусия (Испания).

## Стопанско значение
Апатитът не се използва много в бижутерията, поради това, че е мек и не е износоустойчив. Като минерал намира приложение след шлифоване и с ярките си силни цветове е атрактивен експонат за попълване на колекции с минерали.
Използва се като суровина за добиване на самороден фосфор. В промишлеността се използва за производство на фосфати и производството на селскостопански торове.